# Macrotrachela formosa
Macrotrachela formosa is een raderdiertjessoort uit de familie Philodinidae. De wetenschappelijke naam van deze soort is voor het eerst geldig gepubliceerd in 1906 door Murray.